# Tony Cox
Joseph Anthony «Tony» Cox (31 de marzo de 1958) es un actor estadounidense, conocido por sus interpretaciones en las películas Bad Santa, Me, Myself & Irene, Date Movie, Epic Movie y Disaster Movie, donde siempre tiene un papel humorístico. Además, interpretó a un ewok en la película Star Wars: Episode VI - Return of the Jedi. Asimismo, Cox también ha aparecido en el vídeo musical «Just Lose It» de Eminem y participó en la exitosa serie Psych

## Primeros años
Josep Anthony Cox nació en Nueva York, Estados Unidos el 31 de marzo de 1958, padeciendo desde entonces enanismo. Pese a esto, pasó su infancia en Uniontown, Alabama, con su abuela y su abuelo, Lottie y Henry Jones, después del divorcio de sus padres. Tras esto, Cox asistió a la escuela secundaria, donde conoció a Otelia, con quien se casó con veintitrés años. Después de graduarse en la escuela secundaria, Cox asistió a la Universidad de Alabama y tenía previsto estudiar música. Respecto a esto, Cox dijo: «He decidido por mi oído. Era exactamente como en Drumline. Intenté escuchar el sonido de los tamborileros de la escuela, pero en ese momento entendí que yo no comprendía la música».

## Carrera
Poco después, Cox decidió dedicarse a la actuación al conocer a Billy Barty, un actor y también fundador de la organización Little People of America. Apoyado por sus familiares y amigos, se trasladó a Los Ángeles con dieciocho años y comenzó a tomar clases de actuación en una escuela de interpretación y, posteriormente comenzó a trabajar en comerciales. Posteriormente a esto, Tony se hizo más conocido por su papel de Marcus en Bad Santa y de Indiana Jones.
En año 2010 participó del capítulo 14 titulado Polarización Express en la exitosa serie Psych protagonizada por James Roday y Dulé Hill.
- Datos: Q589797